# 井道千尋
井道 千尋（いどう ちひろ、1988年5月21日 - ）は、日本の将棋の女流棋士。女流棋士番号は34（2011年3月31日までの旧番号は旧58）。石川県珠洲市出身。石川県立珠洲実業高等学校卒業。木村義徳九段門下。

## 棋歴
6歳のときに将棋好きの父に教わり将棋を始め、中学1年の頃に女流棋士を目指し始める。珠洲市立宝立中学校時代に中学生選抜将棋選手権全国大会に出場。
2003年4月に女流育成会に入会、その2年後の2005年4月に高校2年の時に女流2級としてデビュー。当初は石川県在住だったために所属は関西在籍だったが、高校卒業後の2007年4月に拠点を東京に移す。
2008年12月3日、第35期女流名人位戦B級リーグ9回戦で鈴木環那に勝利して女流初段に昇段。
2013年度の第7期マイナビ女子オープンではベスト4に進出。
2017年6月28日、第3回女子将棋YAMADAチャレンジ杯で中澤沙耶に勝利して女流二段に昇段。
2020年4月1日より8月31日まで、出産及び育児のために公式戦を休場。
2024年7月1日から2026年3月31日まで休場予定。

## 人物
キャッチコピーはブログで募集し選考された｢能登の陽だまり｣。またそれ以外のニックネームは「チヒロール」。
デビュー直後から同じ関西所属で、かつ同時期に女流棋士になった里見香奈・室田伊緒と共に「キラリっ娘」というユニットを組み、数々の将棋イベント出演などの活動を行い、また3人で共同執筆していたブログ「キラリっ娘のそよ風日記」では、井道が最も多く記事を書いていた（里見香奈#ブログ）。「キラリっ娘」ユニットは井道の関東移籍後も続き、2010年5月まで活動を継続していた。
関東移籍直後から将棋連盟の子供スクールの講師を長期間務めている。
2016年度からNHK杯テレビ将棋トーナメントで飯野愛らとともに週替わりで譜読み上げを務めている。
関東の若手将棋棋士チーム「東竜門」のマスコットキャラクターである「りゅうもんくん」の生みの親でもある。
2017年5月21日に一般人男性と結婚。

## 棋風
攻めっ気たっぷりの棋風。
またアマチュア時代には石川県在住のアマチュア強豪、鈴木英春の指導を受けており、鈴木のオリジナル戦法として有名な「かまいたち戦法」を得意にしていた。

## 昇段履歴
- 2003年04月01日： 女流育成会入会
- 2005年04月01日： 女流2級 = プロ入り[13]
- 2006年04月01日： 女流1級
- 2008年12月03日： 女流初段（女流名人位戦A級昇級）
- 2017年06月28日： 女流二段（勝数規定／女流初段昇段後60勝）[14]

## 主な成績

### 年度別成績
女流公式棋戦
- 2024年度
  - 年度成績 8局 4勝4敗（勝率0.5000）[15]
  - 通算成績 274局 125勝149敗（勝率0.4562）〈2025年3月31日対局分まで〉[16]